# جهنم
جهنم المصطلح الإسلامي للجحيم (باليونانية: γέεννα وتقرأ جِيِنَّا) والتي تعني وادي هانوم، وهو وادٍ خارج القدس يحيط بالبلدة القديمة، استخدمه العهد الجديد بإسلوب مجازي ليشير إلى العذاب وذكره القرآن، في قوله جَهَنّمُ: أي اسمٌ من أَسماءِ النَّار يعذِّب بها اللهُ مَن استحقَّ العذاب، (سورة الكهف) آية 106، و (ذَلِكَ جَزَاؤُهُمْ جَهَنَّم)، أما حَجَر جهنَّم فهو حجر ناري أسود، ومعنى جِهنّام هو (بئْرٌ جَهنّمٌ).
، حيث يؤمن المسلمون والمسيحيون أن جهنم شديدة الحرارة، قال الرسول محمد: «ناركم جزء من سبعين جزءا من نار جهنم.»  وشديدة البرودة، قال الرسول محمد: «إن أشد ما تجدون من البرد من زمهرير جهنم.»  وأنها سوداء كسواد الليل، وأن لها طبقات. كما دلّ القرآن على أنّ الذين أشركوا بالله أو كفروا به سيدخلون جهنم. وقيل أن وادي سقر في جهنم.
جهنم هي مكان تعذيب وانتقام الله من الكافرين وممن عصاه حسب ما دل على ذلك القرآن الكريم والإنجيل)، يدخلها من كتب عليه الله الشقاء بعد الحساب يوم القيامة. تعتبر جهنم من الغيبيات التي لا يمكن وصفها لما فيها من شدة العذاب والتنكيل، اطلع عليها رسول الله محمد ومن شاء الله من الصالحين من عباده. وصف القرآن عذاب جهنم بأنه عذاب عظيم أليم مهين عليها ملائكة شداد غلاظ. خزنة جهنم يسمون الزبانية، كبير خزنة جهنم إسمه مالك رآه رسول الله محمد ووصفه أنه قاطب وعابس لا يبتسم أبدًا.

## جهنم في الجاهلية
عرف العرب قبل الإسلام جهنم كمكان غير محبًب، والدليل شعر الفارس الجاهلي المشهور عنترة:

## جهنم في الأديان الإبراهمية
يتشابه وصف جهنم ومفهوم عذاب الله في الآخرة في الإسلام والمسيحية حيث تتفق هذه الديانات في أمور منها:
- جهنم هي من الغيبيات في الآخرة، أعدها الله لمن عصاه في هذه الدنيا.
- خلق الله جهنم ليعذب فيها من شاء من مخلوقاته وليس فقط للإنسان. فالجن، والشياطين، والإنسان ومن شاء الله من مخلوقاته يعذبون في جهنم.
- يدخل جهنم صنفين: من كفر بالله عز وجل ولا يؤمن به، من آمن بالله ولكن عصا أوامره واستكبر.
- ينقسم عذاب جهنم إلى جزئين: عذاب عام وهو النار، عذاب خاص على كل معذب لما اقترف في الدنيا وهو ما يسمى بعذاب الحواس، فمن كان يكذب ويمشي بالنميمة ويبث الفتنة يعذب في لسانه، ومن كان يزني يعذب في فرجه، ومن كان يقتل الناس يعذب في أطرافه...
- عذاب جهنم أبدي لا ينقطع ولا يخفف عن الخالدين فيه.

في الديانة اليهودية لا يوجد أي وصف أو ذكر لجهنم (العذاب الأبدي بالنار) في التوراة

## جهنم في الدين الإسلامي
- وفي الحديث الصحيح « ناركم هذه جزء من سبعين جزءاً من نار جهنم » متفق عليه.
- وكذلك حديث « يؤتى بجهنم يومئذ لها سبعون ألف زمام مع كل زمام سبعون ألف ملك يجرونها » رواه مسلم[6]
- وحديث « منهم من تأخذه النار إلى كعبيه، ومنهم من تأخذه إلى ركبتيه، ومنهم من تأخذه إلى حجزته، ومنهم من تأخذه إلى ترقوته » رواه مسلم.[6] والحجزة معقد الإزار. والترقوة العظم الذي عند ثغرة النحر وللإنسان ترقوتان جانبي النحر.
- وفيه « إن أهون أهل النار عذابًا من له نعلان من نار يغلي منهما دماغه كما يغلي المرجل (القدر) ما يرى أنَّ أحداً أشد منه عذابًا وإنه لأهونهم عذابًا » متفق عليه.

### من أسمائها المتعددة
لجهنم أسماء عديدة نذكر منها:
- جهنم : ﴿وَإِنَّ جَهَنَّمَ لَمَوْعِدُهُمْ أَجْمَعِينَ ۝٤٣﴾[8] (سورة الحجر، الآية 43).
- الجحيم : ﴿وَالَّذِينَ كَفَرُوا وَكَذَّبُوا بِآيَاتِنَا أُولَئِكَ أَصْحَابُ الْجَحِيمِ ۝٨٦﴾[9] (سورة المائدة، الآية 86).
- النار : ﴿فَإِنْ لَمْ تَفْعَلُوا وَلَنْ تَفْعَلُوا فَاتَّقُوا النَّارَ الَّتِي وَقُودُهَا النَّاسُ وَالْحِجَارَةُ أُعِدَّتْ لِلْكَافِرِينَ ۝٢٤﴾[10] (سورة البقرة، الآية 24).
- الحطمة : ﴿كَلَّا لَيُنْبَذَنَّ فِي الْحُطَمَةِ ۝٤ وَمَا أَدْرَاكَ مَا الْحُطَمَةُ ۝٥ نَارُ اللَّهِ الْمُوقَدَةُ ۝٦﴾[11] (سورة الهمزة، الآيات 4-6).
- سقر : ﴿يَوْمَ يُسْحَبُونَ فِي النَّارِ عَلَى وُجُوهِهِمْ ذُوقُوا مَسَّ سَقَرَ ۝٤٨﴾[12] (سورة القمر، الآية 48).
- الهاوية : ﴿وَأَمَّا مَنْ خَفَّتْ مَوَازِينُهُ ۝٨ فَأُمُّهُ هَاوِيَةٌ ۝٩ وَمَا أَدْرَاكَ مَا هِيَهْ ۝١٠ نَارٌ حَامِيَةٌ ۝١١﴾[13] (سورة القارعة، الآيات 8-11).
- السعير : ﴿وَقَالُوا لَوْ كُنَّا نَسْمَعُ أَوْ نَعْقِلُ مَا كُنَّا فِي أَصْحَابِ السَّعِيرِ ۝١٠﴾[14] (سورة الملك، الآية 10).

### أهل النار
وأهلها على الحقيقة هم الكفرة والمشركون، فهم خالدون مخلدون فيها، كما قال تعالى: ﴿فَإِنْ لَمْ تَفْعَلُوا وَلَنْ تَفْعَلُوا فَاتَّقُوا النَّارَ الَّتِي وَقُودُهَا النَّاسُ وَالْحِجَارَةُ أُعِدَّتْ لِلْكَافِرِينَ ۝٢٤﴾ (سورة البقرة، الآية 24) وفي الصحيحين أن الله تعالى يأمر آدم أن يخرج بعث النار من كل ألف تسعمائة وتسعة وتسعين، فشق ذلك على أصحاب رسول الله صلى الله عليه وسلم فقال: « إن من يأجوج ومأجوج تسعمائة وتسعة وتسعين ومنكم واحد ». وورد في جملة من الأحاديث الصحيحة أن أكثر بني آدم من أهل النار، وأن أتباع الرسل قليل بالنسبة إلى غيرهم، وغير أتباع الرسل كلهم في النار، إلا من لم تبلغه الدعوة أو لم يتمكن من فهمها، وقد ورد في الأحاديث أن هذه الأمة ستفترق على ثلاث وسبعين فرقة كلها في النار إلا فرقة واحدة، وهي من كان على مثل ما عليه النبي صلى الله عليه وسلم وأصحابه، وهم المتمسكون بكتاب الله تعالى وسنة رسوله صلى الله عليه وسلم، فهذه هي الفرقة الناجية وحدها. والقرآن يدل على أن أكثر الناس في النار وهم الذين اتبعوا الشيطان، وأما عصاة الموحدين فأكثر من يدخل النار منهم النساء كما في الصحيحين في خطبة صلاة الكسوف وغيرها قال رسول الله صلى الله عليه وسلم: « اطلعت في النار فرأيت أكثر أهلها النساء » متفق عليه.

### صفات أهل النار
من صفات أهل النار ما ذكره الله بقوله: ﴿مَا سَلَكَكُمْ فِي سَقَرَ ۝٤٢ قَالُوا لَمْ نَكُ مِنَ الْمُصَلِّينَ ۝٤٣ وَلَمْ نَكُ نُطْعِمُ الْمِسْكِينَ ۝٤٤ وَكُنَّا نَخُوضُ مَعَ الْخَائِضِينَ ۝٤٥ وَكُنَّا نُكَذِّبُ بِيَوْمِ الدِّينِ ۝٤٦ حَتَّى أَتَانَا الْيَقِينُ ۝٤٧﴾ (سورة المدثر، الآية 42-47). فكان من أسباب دخولهم النار أنهم لا يصلون ولا يزكون، وخوضهم في الباطل، وتكذيبهم بيوم الجزاء يوم القيامة حتى ماتوا على هذه الحالة. وفي الصحيحين عن النبي صلى الله عليه وسلم أنه قال: « ألا أخبركم بأهل النار كل عتل جواظ مستكبر » والعتل الغليظ الجافي، والجواظ الذي جمع ومنع، والمستكبر المتعاظم في نفسه، الذي يرد الحق، ويحتقر الناس كما قال النبي صلى الله عليه وسلم: « الكبر بطر الحق وغمط الناس » وبطر الحق رده وغمط الناس احتقارهم، وقال تعالى: ﴿وَيَوْمَ الْقِيَامَةِ تَرَى الَّذِينَ كَذَبُوا عَلَى اللَّهِ وُجُوهُهُمْ مُسْوَدَّةٌ أَلَيْسَ فِي جَهَنَّمَ مَثْوًى لِلْمُتَكَبِّرِينَ ۝٦٠﴾ (سورة الزمر، الآية 60). وقد تبين من الأحاديث الواردة في هذا الباب أن صحة الجسد وقوته، وكثرة المال والتنعم بشهوات الدنيا، والتكبر والتعاظم على الخلق هي من صفات أهل النار. وفي صحيح مسلم: أهل النار خمسة:
.

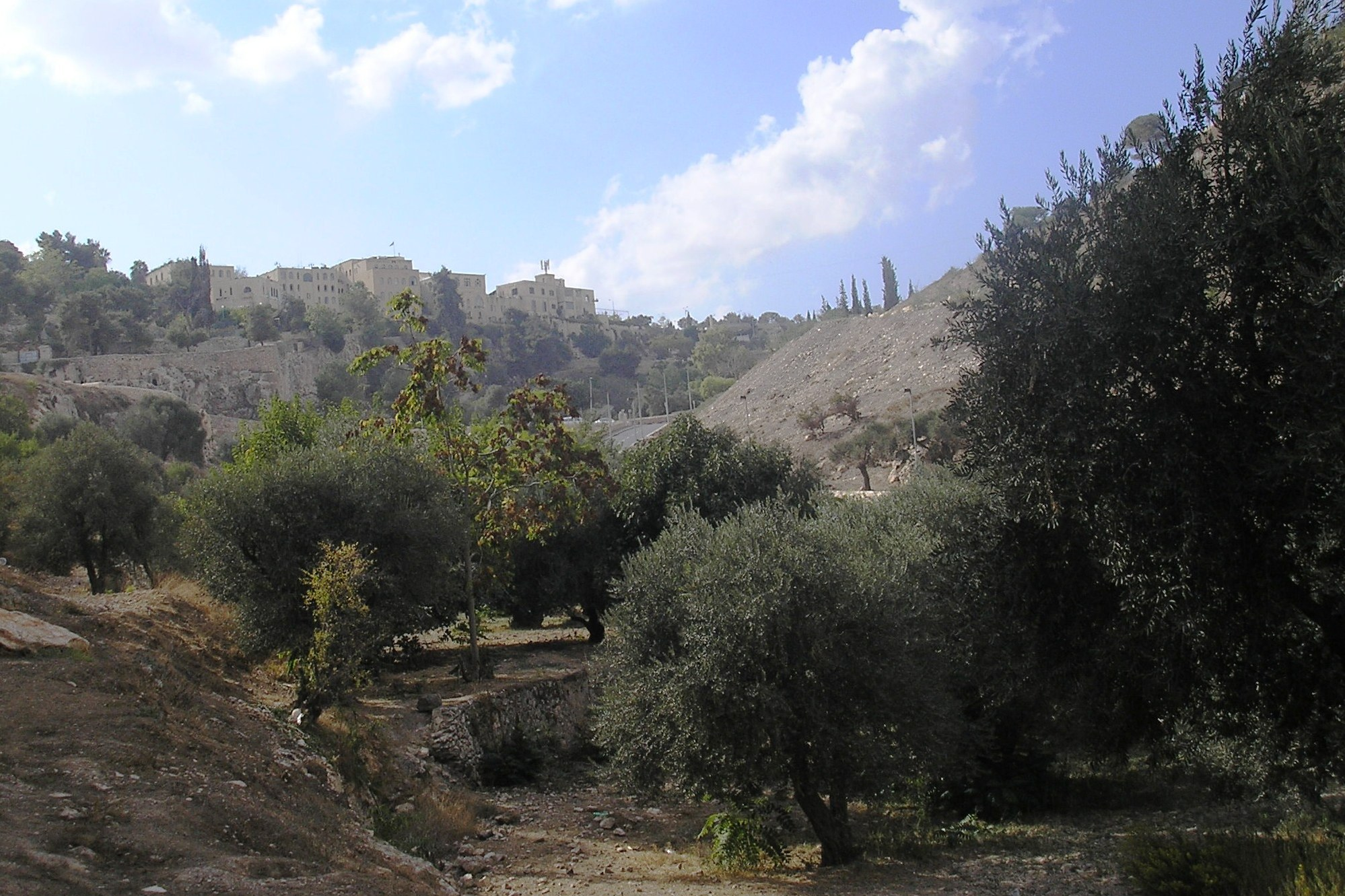
وادي جهنم وهو واد خارج القدس.

1. الخائن الذي لا يخفى له طمع وإن دق، إلا خانه ويدخل في ذلك التطفيف في المكيال والميزان، وكذلك الخيانة في الأمانات، ويدخل في ذلك من خان الله ورسوله بارتكاب المحارم سراً مع إظهار اجتنابها.
2. المخادع الذي دأبه مخادعة الناس صباحاً ومساءً، مخادعة الناس على أهليهم وأموالهم، والخداع من أوصاف المنافقين، ومعناه إظهار الخير وإضمار الشر بقصد التوصل إلى أموال الناس وأهليهم والانتفاع بذلك، وهو من جملة المكر والحيل المحرمة، وفي الحديث: « من غشنا فليس منا والمكر والخداع في النار ».
3. الكذب والبخل، وكلاهما ينشأ عن الشح وهو شدة حرص الإنسان على ما ليس له من الوجوه المحرمة، وينشأ عنه البخل وهو إمساك الإنسان ما في يده والامتناع عن إخراجه في وجوهه التي أمر بها، وهذا الصنف هو البخيل. فالشحيح أخذ المال بغير حقه والبخيل منعه من حقه.
4. الشنظير وفسر بسيئ الخلق والفاحش، وفي الصحيحين عن عائشة عن النبي صلى الله عليه وسلم قال: « إن من شر الناس منزلة عند الله يوم القيامة من تركه الناس اتقاء فحشه » وفي الترمذي: « إن الله يبغض الفاحش البذيء » وهو الذي يتكلم بالفحش ورديء الكلام. فالفاحش هو الذي يفحش في منطقه، ويستقبل الرجال بقبيح الكلام من السب ونحوه.

### أول من يدخل النار من عصاة الموحدين
خرج الإمام أحمد من حديث أبي هريرة عن النبي صلى الله عليه وسلم قال: « عرض علي أول ثلاثة يدخلون الجنة وأول ثلاثة يدخلون النار، فأما أول ثلاثة يدخلون الجنة فالشهيد وعبد مملوك لا يشغله رق الدنيا طاعة ربه، وفقير متعفف ذو عيال، وأول ثلاثة يدخلون النار فأمير مسلط، وذو ثروة مال لا يؤدي حق الله منه، وفقير فخور ». وخرج الترمذي أوله وقال: حديث حسن وأوصاف هؤلاء الثلاثة هي الظلم والبخل والكبر. وقد أنذرنا ربنا منها بقوله ﴿وَاتَّقُوا النَّارَ الَّتِي أُعِدَّتْ لِلْكَافِرِينَ ۝١٣١﴾ (سورة آل عمران، الآية131)

### أسباب عذاب النار
ولعذاب النار سببان رئيسيان أحدهما تكذيب القلب بخبر الله ورسوله، والثاني إعراض البدن عن طاعة الله ورسوله ﴿إِنَّا قَدْ أُوحِيَ إِلَيْنَا أَنَّ الْعَذَابَ عَلَى مَنْ كَذَّبَ وَتَوَلَّى ۝٤٨﴾ (سورة طه، الآية 48).

### طعام وشراب أهل النار
- وطعام أهل النار الضريع وهو شجر قد بلغ غاية الحرارة والمرارة وقبح الرائحة وهو الزقوم، أو غيره، وكذا الغسلين وهو صديد أهل النار.
- شراب أهل النار الحميم الذي بلغ غاية الحرارة إذا قرب من وجوههم شواها، فإذا شربوه قطع أمعاءهم ﴿مَثَلُ الْجَنَّةِ الَّتِي وُعِدَ الْمُتَّقُونَ فِيهَا أَنْهَارٌ مِنْ مَاءٍ غَيْرِ آسِنٍ وَأَنْهَارٌ مِنْ لَبَنٍ لَمْ يَتَغَيَّرْ طَعْمُهُ وَأَنْهَارٌ مِنْ خَمْرٍ لَذَّةٍ لِلشَّارِبِينَ وَأَنْهَارٌ مِنْ عَسَلٍ مُصَفًّى وَلَهُمْ فِيهَا مِنْ كُلِّ الثَّمَرَاتِ وَمَغْفِرَةٌ مِنْ رَبِّهِمْ كَمَنْ هُوَ خَالِدٌ فِي النَّارِ وَسُقُوا مَاءً حَمِيمًا فَقَطَّعَ أَمْعَاءَهُمْ ۝١٥﴾[19] (سورة محمد، الآية 15).

### لباسهم
- لباس أهل النار القطران والحديد ولهم ثياب من نار.

### مكان جهنم ووصفها
- مكان النار سجين (قيل هي الأرض السابعة السفلى)، كما أن العرش سقف الجنة، فالمخلوقات كلما ارتفعت اتسعت، وكلما هبطت تضايقت، فالجنة في أوسع مكان وأعلاه، والنار في أسفل مكان وأضيقه، نعوذ بوجه الله منها ومما يقرب إليها.
- لجهنم سبعة أطباق وهي: جهنم، ولظى، والحطمة، والسعير، وسقر، والجحيم، والهاوية.
- قعر جهنم مسافة سبعين عاما، كما في الأحاديث التي رواها مسلم[6] وغيره.

### أبواب جهنم وأسوارها
- أبواب جهنم مغلقة على أهلها كما قال تعالى: ﴿عَلَيْهِمْ نَارٌ مُؤْصَدَةٌ ۝٢٠﴾[20] (سورة البلد، الآية 20).
- أبواب جهنم مغلقة قبل دخول أهلها إليها لقوله تعالى: ﴿وَسِيقَ الَّذِينَ كَفَرُوا إِلَى جَهَنَّمَ زُمَرًا حَتَّى إِذَا جَاءُوهَا فُتِحَتْ أَبْوَابُهَا وَقَالَ لَهُمْ خَزَنَتُهَا أَلَمْ يَأْتِكُمْ رُسُلٌ مِنْكُمْ يَتْلُونَ عَلَيْكُمْ آيَاتِ رَبِّكُمْ وَيُنْذِرُونَكُمْ لِقَاءَ يَوْمِكُمْ هَذَا قَالُوا بَلَى وَلَكِنْ حَقَّتْ كَلِمَةُ الْعَذَابِ عَلَى الْكَافِرِينَ ۝٧١﴾[21] (سورة الزمر، الآية 71).
- إحاطة سرادق جهنم بالكافرين قال الله تعالى: ﴿وَقُلِ الْحَقُّ مِنْ رَبِّكُمْ فَمَنْ شَاءَ فَلْيُؤْمِنْ وَمَنْ شَاءَ فَلْيَكْفُرْ إِنَّا أَعْتَدْنَا لِلظَّالِمِينَ نَارًا أَحَاطَ بِهِمْ سُرَادِقُهَا وَإِنْ يَسْتَغِيثُوا يُغَاثُوا بِمَاءٍ كَالْمُهْلِ يَشْوِي الْوُجُوهَ بِئْسَ الشَّرَابُ وَسَاءَتْ مُرْتَفَقًا ۝٢٩﴾[22] (سورة الكهف، الآية 29) وهو كل ما أحاط بشيء نحو الحائط.

### لونها
جهنم سوداء، وأهلها سود، وكل شيء فيها أسود، وقد دل على سواد أهلها قوله تعالى: ﴿وَالَّذِينَ كَسَبُوا السَّيِّئَاتِ جَزَاءُ سَيِّئَةٍ بِمِثْلِهَا وَتَرْهَقُهُمْ ذِلَّةٌ مَا لَهُمْ مِنَ اللَّهِ مِنْ عَاصِمٍ كَأَنَّمَا أُغْشِيَتْ وُجُوهُهُمْ قِطَعًا مِنَ اللَّيْلِ مُظْلِمًا أُولَئِكَ أَصْحَابُ النَّارِ هُمْ فِيهَا خَالِدُونَ ۝٢٧﴾ (سورة يونس، الآية 27) وقوله تعالى: ﴿يَوْمَ تَبْيَضُّ وُجُوهٌ وَتَسْوَدُّ وُجُوهٌ فَأَمَّا الَّذِينَ اسْوَدَّتْ وُجُوهُهُمْ أَكَفَرْتُمْ بَعْدَ إِيمَانِكُمْ فَذُوقُوا الْعَذَابَ بِمَا كُنْتُمْ تَكْفُرُونَ ۝١٠٦﴾ (سورة آل عمران، الآية 106)، وقد ثبت في الأحاديث الصحيحة أن من عصاة المسلمين من يحترق في النار حتى يصير فحما.

### شدة حرها
قال الله تعالى: ﴿فَرِحَ الْمُخَلَّفُونَ بِمَقْعَدِهِمْ خِلَافَ رَسُولِ اللَّهِ وَكَرِهُوا أَنْ يُجَاهِدُوا بِأَمْوَالِهِمْ وَأَنْفُسِهِمْ فِي سَبِيلِ اللَّهِ وَقَالُوا لَا تَنْفِرُوا فِي الْحَرِّ قُلْ نَارُ جَهَنَّمَ أَشَدُّ حَرًّا لَوْ كَانُوا يَفْقَهُونَ ۝٨١﴾ (سورة التوبة، الآية 81) وفي الصحيحين « اشتكت النار إلى ربها فقالت: أكل بعضي بعضا. فأذن لها بنفسين: نفس في الشتاء، ونفس في الصيف. فأشد ما تجدون من الحر من سمومها، وأشد ما تجدون من البرد من زمهريرها ». وفيهما أيضا: « ناركم هذه التي يوقد بنو آدم جزء من سبعين جزءاً من نار جهنم ».

### أوقات تسعيرها
تسجر جهنم أي تسعر كل يوم نصف النهار، وتسعر أحيانا في غير نصف النهار، وتسعر أيضا يوم القيامة. قال الله تعالى: ﴿وَإِذَا الْجَحِيمُ سُعِّرَتْ ۝١٢﴾ (سورة التكوير، الآية 12).
ومعنى ذلك أوقدت مرة بعد مرة بخطايا بني آدم التي تقتضي غضب الله عليهم فتزداد تلهبا وتسعراً. وتسعر على أهلها بعد دخولهم إليها كما قال تعالى: ﴿وَمَنْ يَهْدِ اللَّهُ فَهُوَ الْمُهْتَدِ وَمَنْ يُضْلِلْ فَلَنْ تَجِدَ لَهُمْ أَوْلِيَاءَ مِنْ دُونِهِ وَنَحْشُرُهُمْ يَوْمَ الْقِيَامَةِ عَلَى وُجُوهِهِمْ عُمْيًا وَبُكْمًا وَصُمًّا مَأْوَاهُمْ جَهَنَّمُ كُلَّمَا خَبَتْ زِدْنَاهُمْ سَعِيرًا ۝٩٧﴾ (سورة الإسراء، الآية 97) فكلما طفئت أوقدت ناراً تسعر وتتلهب.

### غضب جهنم وزفيرها
وفي تغيظها وزفيرها قال الله تعالى: ﴿إِذَا رَأَتْهُمْ مِنْ مَكَانٍ بَعِيدٍ سَمِعُوا لَهَا تَغَيُّظًا وَزَفِيرًا ۝١٢﴾ (سورة الفرقان، الآية 12).

### نار جهنم
وفي ذكر دخانها وشررها ولهبها قال الله تعالى: ﴿وَأَصْحَابُ الشِّمَالِ مَا أَصْحَابُ الشِّمَالِ ۝٤١ فِي سَمُومٍ وَحَمِيمٍ ۝٤٢ وَظِلٍّ مِنْ يَحْمُومٍ ۝٤٣ لَا بَارِدٍ وَلَا كَرِيمٍ ۝٤٤﴾ (سورة الواقعة، الآية 41-44) وهذه الآية تضمنت ذكر ما يتبرد به في الدنيا من الكرب والحر وهو ثلاثة أنواع: الماء والهواء والظل، فهواء جهنم السموم وهو الريح الشديدة الحر، وماؤها الحميم الذي قد اشتد حره، وظلها اليحموم وهو قطع دخانها.

### سلاسل وأغلال جهنم
وفي ذكر سلاسلها وأغلالها وأنكالها قال الله تعالى: ﴿إِنَّا أَعْتَدْنَا لِلْكَافِرِينَ سَلَاسِلَ وَأَغْلَالًا وَسَعِيرًا ۝٤﴾ (سورة الإنسان، الآية 4)، وقال تعالى: ﴿وَقَالَ الَّذِينَ اسْتُضْعِفُوا لِلَّذِينَ اسْتَكْبَرُوا بَلْ مَكْرُ اللَّيْلِ وَالنَّهَارِ إِذْ تَأْمُرُونَنَا أَنْ نَكْفُرَ بِاللَّهِ وَنَجْعَلَ لَهُ أَنْدَادًا وَأَسَرُّوا النَّدَامَةَ لَمَّا رَأَوُا الْعَذَابَ وَجَعَلْنَا الْأَغْلَالَ فِي أَعْنَاقِ الَّذِينَ كَفَرُوا هَلْ يُجْزَوْنَ إِلَّا مَا كَانُوا يَعْمَلُونَ ۝٣٣﴾ (سورة سبأ، الآية 33)، وقال تعالى: ﴿إِنَّ لَدَيْنَا أَنْكَالًا وَجَحِيمًا ۝١٢ وَطَعَامًا ذَا غُصَّةٍ وَعَذَابًا أَلِيمًا ۝١٣﴾ (سورة المزمل، الآية 12-13). فهذه ثلاثة أنواع من العذاب: أحدها الأغلال وهي في الأعناق، الثاني الأنكال وهي القيود، الثالث السلاسل. قال الله تعالى: ﴿ثُمَّ فِي سِلْسِلَةٍ ذَرْعُهَا سَبْعُونَ ذِرَاعًا فَاسْلُكُوهُ ۝٣٢﴾ (سورة الحاقة، الآية 32) تدخل السلسلة من دبره حتى تخرج من فمه كما ينظم الدجاج في الحديد ليشوى.

### حجارة جهنم
وفي ذكر حجارتها قال الله تعالى: ﴿يَا أَيُّهَا الَّذِينَ آمَنُوا قُوا أَنْفُسَكُمْ وَأَهْلِيكُمْ نَارًا وَقُودُهَا النَّاسُ وَالْحِجَارَةُ عَلَيْهَا مَلَائِكَةٌ غِلَاظٌ شِدَادٌ لَا يَعْصُونَ اللَّهَ مَا أَمَرَهُمْ وَيَفْعَلُونَ مَا يُؤْمَرُونَ ۝٦﴾ (سورة التحريم، الآية 6) وقال تعالى ﴿فَإِنْ لَمْ تَفْعَلُوا وَلَنْ تَفْعَلُوا فَاتَّقُوا النَّارَ الَّتِي وَقُودُهَا النَّاسُ وَالْحِجَارَةُ أُعِدَّتْ لِلْكَافِرِينَ ۝٢٤﴾ (سورة البقرة، الآية 24)، واختلف المفسرون في هذه الحجارة فقالت طائفة منهم الربيع بن أنس: الحجارة هي الأصنام التي عبدت من دون الله كما قال تعالى: ﴿إِنَّكُمْ وَمَا تَعْبُدُونَ مِنْ دُونِ اللَّهِ حَصَبُ جَهَنَّمَ أَنْتُمْ لَهَا وَارِدُونَ ۝٩٨﴾ (سورة الأنبياء، الآية 98)، وأكثر المفسرين على أن المراد بالحجارة الكبريت توقد بها النار، ويقال إن فيها خمسة أنواع من العذاب ليست في غيرها من الحجارة: سرعة الإيقاد، ونتن الرائحة، وكثرة الدخان، وشدة الالتصاق بالأبدان، وقوة حرها إذا أحميت.

### طعام وشراب أهل النار
تقدم الكلام على طعام أهل النار وشيء من شرابهم، وقد ذكر الله تعالى من شرابهم أربعة أنواع وهي:
1. الحميم وهو الحار الذي يحرق ويشوي الوجوه ويقطع الأمعاء.
2. الغساق وهو البارد شديد البرد.
3. الصديد يعني القيح والدم والعرق.
4. الماء كالمهل أي كالزيت المحروق أسود غليظ منتن.

- وكان كثير من السلف من الخائفين ينغص عليهم ذكر طعام أهل النار وشرابهم طعام الدنيا وشرابها حتى يمتنعوا من تناوله أحيانا لذلك، فكان الإمام أحمد يقول: الخوف يمنعني من أكل الطعام والشراب فلا أشتهيه.

### أغطيتهم وفراشهم
﴿لَهُمْ مِنْ جَهَنَّمَ مِهَادٌ وَمِنْ فَوْقِهِمْ غَوَاشٍ وَكَذَلِكَ نَجْزِي الظَّالِمِينَ ۝٤١﴾ (سورة الأعراف، الآية 41) لَهُمْ مِنْ جَهَنَّمَ مِهَادٌ «فراش» وَمِنْ فَوْقِهِمْ غَوَاشٍ «غطاء ولحف».

### خلقة أهل النار وأشكالهم
وفي عظم خلق أهل النار فيها وقبح صورهم وهيئاتهم، خرج البخاري من حديث أبي هريرة: « ما بين منكبي الكافر مسيرة ثلاثة أيام للراكب السريع » وخرجه مسلم ولفظه عن أبي هريرة يرفعه قال: « ما بين منكبي الكافر في النار مسيرة ثلاثة أيام للراكب المسرع »، وخرج مسلم أيضا عن أبي هريرة عن النبي محمد صلى الله عليه وسلم قال: « ضرس الكافر أو ناب الكافر مثل أُحد وغلظ جلده مسيرة ثلاثة أيام ».

### من أشكال عذاب أهل النار
قال الله تعالى: ﴿تَلْفَحُ وُجُوهَهُمُ النَّارُ وَهُمْ فِيهَا كَالِحُونَ ۝١٠٤﴾ (سورة المؤمنون، الآية 104). عن أبي سعيد عن النبي محمد صلى الله عليه وسلم قال: « وهم فيها كالحون تشويه النار فتقلص شفته العليا حتى تبلغ وسط رأسه، وتسترخي شفته السفلى حتى تضرب سرته » خرجه الإمام أحمد والترمذي والحاكم وقالا: صحيح.
- ومن عذاب أهل النار سحبهم على وجوههم: ﴿يَوْمَ يُسْحَبُونَ فِي النَّارِ عَلَى وُجُوهِهِمْ ذُوقُوا مَسَّ سَقَرَ ۝٤٨﴾[12] (سورة القمر، الآية 48).
- ومن أهل النار من يعذب بالصعود إلى أعلى النار ثم يهوى فيها.
- قاتل نفسه المنتحر في النار، في الصحيحين عن أبي هريرة عن النبي محمد صلى الله عليه وسلم قال: « من قتل نفسه بحديدة فحديدته في يده يجأبها في بطنه في نار جهنم خالداً مخلدًا فيها أبداً، ومن قتل نفسه بسم فسمه في يده يتحساه في نار جهنم خالداً مخلدًا فيها أبداً، ومن تردى من جبل فقتل نفسه فهو يتردى في نار جهنم خالداً مخلداً فيها أبداً ».
- ومن أهل النار من يدور في النار ويجر أمعاءه كما في الصحيح عن أسامة بن زيد، وحديث «... وَرَأَيْتُ أَبَا ثُمَامَةَ عَمْرَو بنَ مَالِكٍ يَجُرُّ قُصْبَهُ في النَّارِ، وإنَّهُمْ كَانُوا يقولونَ: إنَّ الشَّمْسَ وَالْقَمَرَ لا يَخْسِفَانِ إلَّا لِمَوْتِ عَظِيمٍ، وإنَّهُما آيَتَانِ مِن آيَاتِ اللهِ يُرِيكُمُوهُمَا، فَإِذَا خَسَفَا فَصَلُّوا حتَّى تَنْجَلِيَ. [وفي رواية]: وَرَأَيْتُ في النَّارِ امْرَأَةً حِمْيَرِيَّةً سَوْدَاءَ طَوِيلَةً، وَلَمْ يَقُلْ: مِن بَنِي إسْرَائِيلَ.» صحيح مسلم.[38]
- ومن أهل النار من يلقى في مكان ضيق لا يتمكن فيه من الحركة لضيقه قال الله تعالى: ﴿وَإِذَا أُلْقُوا مِنْهَا مَكَانًا ضَيِّقًا مُقَرَّنِينَ دَعَوْا هُنَالِكَ ثُبُورًا ۝١٣﴾[39] (سورة الفرقان، الآية 13).

### عذاب أهل النار دائم
وعذاب الكفار في النار لا يفتر عنهم ولا ينقطع ولا يخفف، بل هو متواصل أبدًا. قال الله تعالى: ﴿إِنَّ الْمُجْرِمِينَ فِي عَذَابِ جَهَنَّمَ خَالِدُونَ ۝٧٤ لَا يُفَتَّرُ عَنْهُمْ وَهُمْ فِيهِ مُبْلِسُونَ ۝٧٥﴾ (سورة الزخرف، الآية 74-75) ﴿وَالَّذِينَ كَفَرُوا لَهُمْ نَارُ جَهَنَّمَ لَا يُقْضَى عَلَيْهِمْ فَيَمُوتُوا وَلَا يُخَفَّفُ عَنْهُمْ مِنْ عَذَابِهَا كَذَلِكَ نَجْزِي كُلَّ كَفُورٍ ۝٣٦﴾ (سورة فاطر، الآية 36).

### أعظم عذاب أهل النار وأهونه
وأعظم عذاب أهل النار حجابهم عن الله تعالى وإبعادهم عنه، وإعراضه عنهم وسخطه عليهم قال الله تعالى: ﴿كَلَّا إِنَّهُمْ عَنْ رَبِّهِمْ يَوْمَئِذٍ لَمَحْجُوبُونَ ۝١٥﴾ (سورة المطففين، الآية 15). وفي الحديث الصحيح « إن أهون أهل النار عذابًا من له نعلان من نار يغلي منهما دماغه كما يغلي المرجل (القدر) ما يرى أنَّ أحداً أشد منه عذابًا وإنه لأهونهم عذابًا » متفق عليه.

### ما يتحف به أهل النار عند دخولهم إليها
قال الله تعالى: ﴿ثُمَّ إِنَّكُمْ أَيُّهَا الضَّالُّونَ الْمُكَذِّبُونَ ۝٥١ لَآكِلُونَ مِنْ شَجَرٍ مِنْ زَقُّومٍ ۝٥٢ فَمَالِئُونَ مِنْهَا الْبُطُونَ ۝٥٣ فَشَارِبُونَ عَلَيْهِ مِنَ الْحَمِيمِ ۝٥٤ فَشَارِبُونَ شُرْبَ الْهِيمِ ۝٥٥ هَذَا نُزُلُهُمْ يَوْمَ الدِّينِ ۝٥٦﴾ (سورة الواقعة، الآية 51–56) والنزل هو ما يعد للضيف عند قدومه. فدلت هذه الآيات على أن أهل النار يتحفون عند دخولها بالأكل من شجر الزقوم، والشرب من الحميم، وهم إنما يساقون إلى جهنم عطاشا، كما قال تعالى: ﴿وَنَسُوقُ الْمُجْرِمِينَ إِلَى جَهَنَّمَ وِرْدًا ۝٨٦﴾ (سورة مريم، الآية 86).

### بكاء أهل النار ودعائهم
قال الله تعالى: ﴿فَأَمَّا الَّذِينَ شَقُوا فَفِي النَّارِ لَهُمْ فِيهَا زَفِيرٌ وَشَهِيقٌ ۝١٠٦﴾ (سورة هود، الآية 106) الزفير في الحلق، والشهيق في الصدر، مثل صوت الحمار، أوله زفير وآخره شهيق.

### طلب أهل النار الخروج منها
يطلب أهل النار الخروج منها فلا يجابون قال الله تعالى: ﴿قَالُوا رَبَّنَا غَلَبَتْ عَلَيْنَا شِقْوَتُنَا وَكُنَّا قَوْمًا ضَالِّينَ ۝١٠٦ رَبَّنَا أَخْرِجْنَا مِنْهَا فَإِنْ عُدْنَا فَإِنَّا ظَالِمُونَ ۝١٠٧ قَالَ اخْسَئُوا فِيهَا وَلَا تُكَلِّمُونِ ۝١٠٨﴾ (سورة المؤمنون، الآية 106–108)، وقال تعالى: ﴿وَنَادَوْا يَا مَالِكُ لِيَقْضِ عَلَيْنَا رَبُّكَ قَالَ إِنَّكُمْ مَاكِثُونَ ۝٧٧﴾ (سورة الزخرف، الآية 77).

### شدة رجاء أهل النار الفرج
ولا يزال أهل النار في رجاء الفرج حتى يذبح الموت، فحينئذ يقع منهم الإياس، وتعظم عليهم الحسرة والحزن، وفي الصحيحين عن أبي سعيد عن النبي محمد صلى الله عليه وسلم قال: " يجاء بالموت يوم القيامة كأنه كبش أملح فيوقف بين الجنة والنار فيؤمر به فيذبح. ثم يقال: يا أهل الجنة خلود فلا موت، ويا أهل النار خلود فلا موت. ثم قرأ رسول الله صلى الله عليه وسلم ﴿وَأَنْذِرْهُمْ يَوْمَ الْحَسْرَةِ إِذْ قُضِيَ الْأَمْرُ وَهُمْ فِي غَفْلَةٍ وَهُمْ لَا يُؤْمِنُونَ ۝٣٩﴾ (سورة مريم، الآية 39) وفي رواية الصحيحين " فيزداد أهل الجنة فرحا إلى فرحهم، ويزداد أهل النار حزنا إلى حزنهم ".

### ذكر مجيء جهنم يوم القيامة وخروج عنق منها يتكلم
قال الله تعالى: ﴿وَجِيءَ يَوْمَئِذٍ بِجَهَنَّمَ يَوْمَئِذٍ يَتَذَكَّرُ الْإِنْسَانُ وَأَنَّى لَهُ الذِّكْرَى ۝٢٣﴾ (سورة الفجر، الآية 23). وعن ابن مسعود عن النبي صلى الله عليه وسلم قال: « يؤتى يوم القيامة بجهنم لها سبعون ألف زمام، مع كل زمام سبعون ألف ملك يجرونها » رواه مسلم وخرجه الإمام أحمد عن أبي هريرة عن النبي صلى الله عليه وسلم قال « يخرج يوم القيامة عنق من النار يقول: إني وكلت بثلاثة: بكل جبار عنيد، وبكل من دعا مع الله إلها آخر، وبالمصورين ». رواه الإمام أحمد والترمذي وصححه.

### ذكر ورود النار
قال الله تعالى ﴿وَإِنْ مِنْكُمْ إِلَّا وَارِدُهَا كَانَ عَلَى رَبِّكَ حَتْمًا مَقْضِيًّا ۝٧١ ثُمَّ نُنَجِّي الَّذِينَ اتَّقَوْا وَنَذَرُ الظَّالِمِينَ فِيهَا جِثِيًّا ۝٧٢﴾ (سورة مريم، الآية 71-72). وقد اختلف الصحابة ومن بعدهم في تفسير الورود. فقالت طائفة الورود هو المرور على الصراط. وهذا قول ابن مسعود وجابر والحسن وقتادة وعبد الرحمن بن زيد بن أسلم والكلبي وغيرهم. وقالت طائفة الورود هو الدخول، وهذا هو المعروف عن ابن عباس. وروي عنه من غير وجه: فتكون على المؤمن برداً وسلاماً ويستقر فيها الكافر والمشرك، ولعل القول الأول أصح فيكون مرور الناس على الصراط في السرعة وعدمها بحسب أعمالهم، ولعل الصواب في ذلك والله أعلم أن ورود الكافر للنار هو دخولها وورود المؤمن هو المرور على الصراط.

### استقبال النار
وقد أخبر النبي محمد صلى الله عليه وسلم أن العبد إذا وقف بين يدي ربه للحساب فإنه تستقبله النار تلقاء وجهه، وأخبر أن الصدقة تقي صاحبها من النار. ففي الصحيحين عن عدي بن حاتم عن النبي صلى الله عليه وسلم قال: « ما منكم من أحد إلا سيكلمه ربه ليس بينه وبينه ترجمان، فينظر يمينه فلا يرى إلا ما قدم، وينظر شماله فلا يرى إلا ما قدم، وينظر بين يديه فلا يرى إلا النار تلقاء وجهه، فاتقوا النار ولو بشق تمرة ». وفي رواية للبخاري: « فمن لم يجد فبكلمة طيبة »، وفي حديث عبد الرحمن بن سمرة عن النبي صلى الله عليه وسلم أنه قال: « رأيت رجلا من أمتي يتقي وهج النار وشررها بيده، فجاءته صدقته فظللت رأسه » رواه الحافظ أبو موسى المديني والطبراني، وكان شيخ الإسلام ابن تيمية يعظم شأنه ويقول شواهد الصحة عليه.

### حال الموحدين في النار وخروجهم منها
ورد في الأحاديث أن الموحدين يمرون على الصراط فينجو منهم من ينجو، ويقع منهم من يقع في النار، فإذا دخل أهل الجنة الجنة فقدوا من وقع من إخوانهم الموحدين في النار، فيسألون الله عز وجل إخراجهم منها.

### الأعمال المنجية من النار
ومما ينجي من النار التعوذ بالله منها والبكاء من خشية الله واجتناب الأعمال الموصلة إليها. وكان النبي رسول الله صلى الله عليه وسلم كثيراً ما يستعيذ من النار ويأمر بذلك في الصلاة وغيرها. وكان أكثر دعاء الرسول صلى الله عليه وسلم « ربنا آتنا في الدنيا حسنة وفي الآخرة حسنة وقنا عذاب النار » رواه البخاري عن أنس بن مالك رضي الله عنه. ولم يزل الأنبياء والصديقون والشهداء والصالحون يخافون من النار ويخوفون منها. والقدر الواجب من الخوف ما حمل على أداء الفرائض واجتناب المحارم. وكان من السلف من إذا رأى النار اضطرب وتغيرت حاله وقد قال تعالى: ﴿وَظِلٍّ مِنْ يَحْمُومٍ ۝٤٣﴾ (سورة الواقعة، الآية 73). ومن الخائفين من منعه خوف جهنم من النوم وقد قال بعض السلف: عجبت للجنة كيف نام طالبها! وعجبت للنار كيف نام هاربها؟.
- ومن الخائفين من منعه خوف جهنم من الضحك، وكان جماعة من السلف قد عاهدوا الله أن لا يضحكوا أبدا. قال سعيد بن جبير رحمه الله: كيف أضحك وجهنم قد سعرت، والأغلال قد نصبت، والزبانية قد أعدت!. ومن السلف من حدث له من خوفه من النار مرض ومنهم من مات من ذلك. وقال الله تعالى ﴿وَلِمَنْ خَافَ مَقَامَ رَبِّهِ جَنَّتَانِ ۝٤٦﴾[54] (سورة الرحمن، الآية 46). وقال عليه الصلاة والسلام « لو تعلمون ما أعلم، لضحكتم قليلا، ولبكيتم كثيرا » فغطى أصحاب رسول الله محمد صلى الله عليه وسلم وجوههم ولهم خنين وهو البكاء مع غنة. وعنه صلى الله عليه وسلم أنه قال: « لا تنسوا العظيمتين الجنة والنار، ثم بكى حتى جرت دموعه » رواه أبو يعلى الموصلي وغيره. النار خلقها الله لعصاة الجن والإنس وبهما تمتلئ قال تعالى: ﴿إِلَّا مَنْ رَحِمَ رَبُّكَ وَلِذَلِكَ خَلَقَهُمْ وَتَمَّتْ كَلِمَةُ رَبِّكَ لَأَمْلَأَنَّ جَهَنَّمَ مِنَ الْجِنَّةِ وَالنَّاسِ أَجْمَعِينَ ۝١١٩﴾[55] (سورة هود، الآية 119).القرآن الكريم. والبكاء من خشية النار ينجي منها، والتعوذ بالله من النار يوجب الإعاذة منها كما تقدم، وفي الحديث: « لا يلج النار أحد بكى من خشية الله حتى يعود اللبن في الضرع »[56] رواه النسائي والترمذي وقال: صحيح. وفيه: « عينان لا تمسهما النار: عين بكت من خشية الله، وعين باتت تحرس في سبيل الله »[57] رواه الترمذي وقال: حديث حسن.

## جهنم في المعتقد المسيحي
يتحدث الكتاب المقدس عن جهنم والعذاب في الآخرة في عدة مواضع نذكر منها:
غضب الله ولعنته
ملعونين، بعيدين عن رحمة الرب.
سيحاسبون ويعاقبون ويمكثون في الخسارة الأبدية، بعيدا عن وجه الرب ومن مجد قوته.
عذاب أبدي
نارهم لا تطفأ وديدانهم لا تموت.

اقتباس يدل على ذلك من الكتاب المقدس: «فَإِنْ أَعْثَرَتْكَ يَدُكَ أَوْ رِجْلُكَ فَاقْطَعْهَا وَأَلْقِهَا عَنْكَ. خَيْرٌ لَكَ أَنْ تَدْخُلَ الْحَيَاةَ أَعْرَجَ أَوْ أَقْطَعَ مِنْ أَنْ تُلْقَى فِي النَّارِ الأَبَدِيَّةِ وَلَكَ يَدَانِ أَوْ رِجْلاَنِ.» (متى 18 :8).
مصير الملعونين لا تتغير أبدا
إنهم ذاهبون إلى عقاب أبدي.
النار
بعيد عن رحمة الله، في النار الأبدية.
الظلمات
ألقوه في ظلمات العذاب.
الاقتران (ملاصقة الشيطان)
بعيد عن رحمة الله، في النار الأبدية التي أعدها الله للشيطان وأتباعه وجنوده.
الندم
يوم الحسرة يبكون ويعظون على شفافهم من شدم الندم على ما فرطوا في حياتهم.

## اراء أخرى حول جهنم في الفكر المسيحي[66]

### الخلاص الكوني
يرى اتباع هذه الفكرة إن جهنم هي شيء مؤقت لايدوم إلى ما لانهاية ويعتبرونه نوع من الإصلاح والتصحيح للشر اذ يرون ان العقاب الأبدي فكرة تتعارض مع صلاح وعدل ومحبة الله ويؤمنون بخلاص كوني يشمل الجميع الا أن المؤمنون سيخلصون اولا في المجئ الثاني 
يستندون في ذلك إلى أن الكتاب المقدس في لغته الاصلية يتحدث عن عذاب دهري إذ ورت كلمة AEON اليونانية بمعني يحتمل ان تكون تلك الفترة منتهية وايضا غير منتهية فهي تشير الي دهر غير محدد المدة

## طالع كذلك
- مالك خازن النار
- الزبانية
- عذاب القبر
- يوم القيامة
- الجنة